# 1948 год в спорте
Список 1948 год в спорте перечисляет спортивные события, произошедшие в 1948 году.

## СССР
- Чемпионат СССР по боксу 1948;
- Чемпионат СССР по классической борьбе 1948;
- Чемпионат СССР по самбо 1948;
- Чемпионат СССР по шахматам 1948;
- Личный чемпионат СССР по шахматной композиции 1948;
- Чемпионат СССР по баскетболу среди женщин 1948;
- Чемпионат СССР по баскетболу среди мужчин 1948;
- Чемпионат СССР по волейболу среди женщин 1948;
- Чемпионат СССР по волейболу среди мужчин 1948;
- Чемпионат СССР по лёгкой атлетике 1948;
- Первенство СССР между командами союзных республик по шахматам 1948;

### Футбол
- Чемпионат СССР по футболу 1948;
- Кубок СССР по футболу 1948;
- Создан футбольные клубы:
  - «Локомотив» (Донецк);
  - ЦСКА (Ереван);

### Хоккей
- Чемпионат СССР по хоккею с шайбой 1947/1948;
- Чемпионат СССР по хоккею с шайбой 1948/1949;

## Международные события
- Чемпионат мира по конькобежному спорту в классическом многоборье 1948;
- Чемпионат мира по конькобежному спорту в классическом многоборье среди женщин 1948;
- Чемпионат мира по международным шашкам среди мужчин 1948;
- Чемпионат Европы по фигурному катанию 1948;
- Чемпионат мира по фигурному катанию 1948.

### Зимние Олимпийские игры 1948
- Горнолыжный спорт;
- Конькобежный спорт;
- Лыжные гонки;
- Прыжки с трамплина;
- Соревнования военных патрулей;
- Фигурное катание;
- Хоккей;
- Медальный зачёт на зимних Олимпийских играх 1948;

### Летние Олимпийские игры 1948
- Академическая гребля;
- Баскетбол;
- Бокс;
- Борьба;
- Велоспорт;
- Водное поло;
- Гребля на байдарках и каноэ;
- Конный спорт;
- Лёгкая атлетика;
- Парусный спорт;
- Плавание;
- Прыжки в воду;
- Современное пятиборье;
- Спортивная гимнастика;
- Стрельба;
- Тяжёлая атлетика;
- Фехтование;
- Футбол;
- Хоккей;
- Итоги летних Олимпийских игр 1948 года;

### Шахматы
- Карлсбад — Марианске-Лазне 1948 (шахматный турнир);
- Матч-турнир за звание чемпиона мира по шахматам 1948;
- Межзональный турнир по шахматам 1948.

## Персоналии

### Родились
- Андрей Цюпаченко — советский самбист и дзюдоист.
- 11 апреля — Георгий Ярцев, советский футболист, футбольный тренер.